# Biastofilia
Biastofilia – zaburzenie preferencji seksualnych, w którym pobudzającym bodźcem jest opór partnera seksualnego. Jest to forma sadyzmu.